# Куррам (округ)
Ку́ррам (пушту ضلع کرم‎) — округ области Кохат провинции Хайбер-Пахтунхва Исламской Республики Пакистан. Площадь 3 380 км². Население 785 434 человек (2023). Административный центр — Парачинар.

## История
4 мая 2023 года в результате стрельбы в средней школе Куррама погибли 8 человек; нападавшим удалось скрыться.
21 ноября 2024 года в результате расстрела колонны пассажирских автомобилей, перевозивших мусульман-шиитов по дороге Парачинар-Пешавар, погибли как минимум 50 человек; нападавшим удалось скрыться.

## Уровень грамотности
Уровень грамотности населения в округе Куррам один из самых высоких в Зоне племён, 25 % грамотно на 2007 год. Грамотны 35,1 % мужского населения агентства и 14,4 % женского (самый высокий уровень среди племенных территорий).
| Агентство | Уровень грамотности на 2007 год | Уровень грамотности на 2007 год | Уровень грамотности на 2007 год |
| Агентство | Мужчины                         | Женщины                         | Всего                           |
| --------- | ------------------------------- | ------------------------------- | ------------------------------- |
| Куррам    | 35,1 %                          | 14,4 %                          | 25 %                            |